# Gaussobjectief

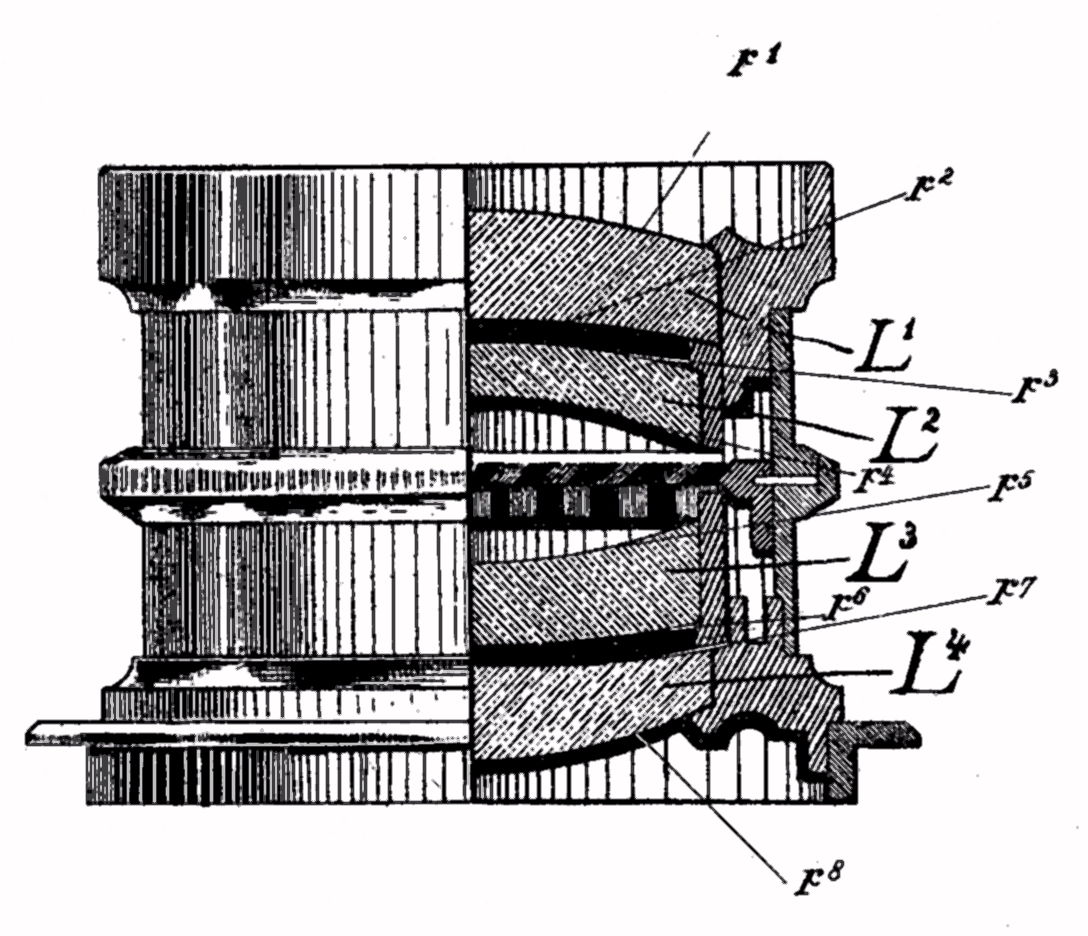
De Aristostigmat von Meyer-Optik is een Gauss-dubbelobjektief met vier lenzen.

Boven: Opbouw van een afgeleid Gauss-dubbelobjectief met zes in plaats van vier lenzen (zoals de Meyer-Optik Doppel-Anastigmat).
Onder: een moderne asymmetrische uitvoering.

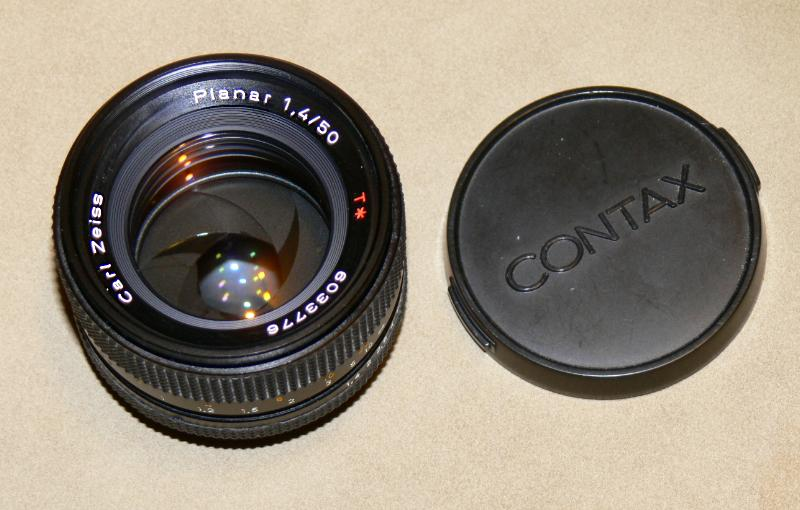
Zeiss Planar

Onder een Gaussobjectief, ook wel Gauss-dubbelobjectief of dubbelanastigmaat genoemd, wordt in de optica oorspronkelijk een symmetrisch objectief verstaan dat uit vier lenzen bestaat. Objectieven volgens dit basisprincipe worden heden ten dage nog steeds in veel camera’s gebruikt, waaronder vooral spiegelreflexcamera’s. Dit objectief werd eind 19e eeuw door Alvan Clark ontwikkeld op basis van ideeën van Carl Friedrich Gauss.

## Geschiedenis
In 1817 werkte Gauss aan het verbeteren van objectieven voor lenzentelescopen. Hij experimenteerde vooral met meniscuslenzen teneinde de door Fraunhofer uitgevonden achromatische doubletten („dialyten”) te verbeteren. Gauss experimenteerde met een positieve lens voorin en een negatieve achterin en verkreeg zo, net als Fraunhofer, een doublet met een luchtspleet. Ook bij de versie van Gauss hing de 'sferische aberratie niet meer van de golflengte van het licht af. Deze objectieven zijn echter nooit commercieel geproduceerd.
De astronoom Alvan Clark voegde in 1877 twee van dergelijke groepen lenzen „rug aan rug” samen, echter zonder doorslaggevend succes. Zijn zoon, Alvan Graham Clark, vroeg niettemin een Amerikaans octrooi (no. 399.499) aan voor een dergelijke dubbele Gaussconstructie. Tussen 1890 en 1898 doken in de catalogus van Bausch & Lomb dergelijke objectieven op als „groothoekobjectieven”. Maar dat duurde niet lang. Enkele Europese fabrikanten hadden echter meer geluk met dit ontwerp. Een van hen was Hugo Meyer in Görlitz, met de Aristostigmat.

## Constructie
Vroege constructies van dit type werden als symmetrische vierlenzers (zie boven) uitgevoerd. De Gauss-dubbelobjectieven behoren daarmee in principe tot de symmetrische achromaten, omdat ze uit twee achromatische lensgroepen bestaan die vrijwel elkaars spiegelbeeld zijn en waartussen het diafragma zit.
Het door Clark gepatenteerde basistype maakte nog geen gebruik van de nieuwe door Zeiss ontwikkelde glassoorten. Daardoor waren de sferische en de chromatische aberratie weliswaar goed gecorrigeerd, maar het astigmatisme niet. Pas bij de verdere ontwikkeling tot de Planar van Zeiss en de Aristostigmat van Meyer-Optik werd deze afbeeldingsfout ook gecorrigeerd. Moderne Gaussobjectieven zijn daarom gewoonlijk anastigmaten.

## Verdere ontwikkelingen
Een belangrijke variant van het Gauss-dubbelobjectief was de in 1896 door Paul Rudolph ontwikkelde Planar. De basisvorm hiervan heeft zes lenzen in vier groepen. Meestal zijn de eerste twee lenzen convergerend, vervolgens twee divergerende lenzen met het diafragma ertussen, en ten slotte weer twee convergerende lenzen. De beide binnenste convergerende lenzen zijn meestal met de divergerende lenzen opeen gekit. De Planar heeft weinig beeldveldwelving, wat aanleiding was tot de keuze van de naam Planar. Verder is het astigmatisme gecorrigeerd.
Een andere belangrijke ontwikkelingen rond 1900 was de hierboven reeds genoemd Aristostigmat. Een verdere extreme variant van een Gaussobjectief was de Zeiss Topogon, met zeer sterk gebogen meniscuslenzen, die een beeldhoek van 90° bij een lichtsterkte van f/6,3 had. Samen met de Metrogon van Bausch & Lomb was deze het in de Tweede Wereldoorlog meestgebruikte objectief voor luchtfotografie.